# Hälsö
Hälsö é uma ilha da província da Bohuslän, situada no Arquipélago do Norte de Gotemburgo, no Categate. Tem 620 habitantes (2018) e uma área de 51 quilômetros quadrados. Pertence ao município de Öckerö.